# Geldbriefmarke

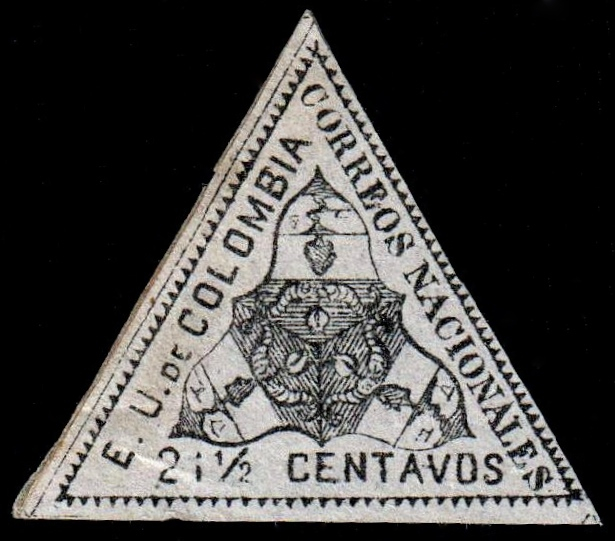
Kolumbianische Geldbriefmarke von 1865

Geldbriefmarken sind eine spezielle Gattung von Briefmarken, die ab 1865 von der kolumbianischen Post als zusätzliche Frankatur für Briefe, die Geld oder andere Wertsachen enthalten, herausgegeben wurden. Der Nennwert betrug 2 ½ Centavos und deckte die Zusatzkosten für die Zustellung des Wertbriefes beim Empfänger ab; normale Briefe waren im Gegensatz dazu beim Postamt abzuholen. Die Briefmarken von 1865 weisen die Form eines gleichschenkligen Dreiecks auf und waren mit schwarzer Farbe auf lila Papier gedruckt. 1869 und 1870 wurde in den gleichen Farben eine weitere Geldbriefmarke in Kolumbien ausgegeben, die allerdings die Form eines ungleichschenkligen Dreiecks aufweist.
Eine Marke mit ähnlicher Funktion wurde 1897 von der Post Chiles herausgegeben. Sie trägt die Inschrift Avis de Paiement und hat den Wert 5 Centavos. Die Marke diente zur Frankierung eines vom Empfänger einer Postanweisung unterzeichneten Rückscheins und wird daher auch als Geldempfangsbestätigungsmarke bezeichnet.